# Klaus Peter Schaal
Klaus Peter Schaal (* 26. August 1940; † 20. Mai 2016) war ein deutscher Mediziner, Mikrobiologe und Hochschullehrer an der Universität Bonn.
Schaal studierte an der Universität zu Köln Medizin und war am dortigen Hygiene-Institut tätig. 1980 wurde er auf eine Professur an der Universität Köln berufen. 1984 wechselte er an die Rheinische Friedrich-Wilhelms-Universität Bonn, an der er bis zu seiner Emeritierung 2005 als Direktor des Instituts für medizinische Mikrobiologie und Immunologie tätig war. Schaals Hauptforschungsgebiet waren die Aktinomyceten, er war Leiter des Konsiliarlabors für diese Erreger. Zudem war er langjähriger Präsident der Deutschen Gesellschaft für Hygiene und Mikrobiologe.

## Werke (Auswahl)
- Die Resistenz der Erreger der Aktinomykosen – klassische Aktinomykose und Nocardiose – gegen Umwelteinflüsse. na, 1969, 120 Seiten.

## Ehrungen
- 2003: Bundesverdienstkreuz